# Lomtjärnen (Lycksele socken, Lappland)
Lomtjärnen är en sjö i Lycksele kommun i Lappland och ingår i Umeälvens huvudavrinningsområde. Sjön har en area på 0,207 kvadratkilometer och ligger 249,3 meter över havet.

## Delavrinningsområde
Lomtjärnen ingår i det delavrinningsområde (717671-164390) som SMHI kallar för Utloppet av Lomtjärnen. Medelhöjden är 298 meter över havet och ytan är 12,32 kvadratkilometer. Räknas de 2 avrinningsområdena uppströms in blir den ackumulerade arean 16,39 kvadratkilometer. Vattendraget som avvattnar avrinningsområdet har biflödesordning 4, vilket innebär att vattnet flödar genom totalt 4 vattendrag innan det når havet efter 157 kilometer. Avrinningsområdet består mestadels av skog (94 procent). Avrinningsområdet har 0,26 kvadratkilometer vattenytor vilket ger det en sjöprocent på 2,1 procent.